# Títulos reales y nobiliarios de Sealand
El Principado de Sealand no tiene reconocimiento internacional oficial como estado soberano. Esta micronación, ubicada en una antigua plataforma militar en el Mar del Norte cuya soberanía reclama, HM Fort Roughs, se autoproclamó independiente en 1967 bajo el liderazgo de Paddy Roy Bates. Aunque se han presentado argumentos legales que confirman  su soberanía, ningún país u organismo internacional ha reconocido a Sealand como un estado legítimo bajo el derecho internacional.

## Reconocimiento Internacional de Sealand
1. Status en el Derecho Internacional  Según la Convención de Montevideo (1933), un estado debe cumplir con ciertos criterios para ser reconocido: un territorio definido, una población permanente, un gobierno y la capacidad de establecer relaciones internacionales. Sealand no cumple plenamente con estos requisitos, ya que su territorio es una estructura artificial y su población es extremadamente limitada.
2. Relaciones Internacionales  Sealand no mantiene relaciones diplomáticas oficiales con otros estados ni forma parte de organizaciones internacionales como la ONU. Sin embargo, ha atraído atención por sus esfuerzos de autogestión y por las actividades de su gobierno, como la emisión de pasaportes, monedas y la venta de títulos nobiliarios.
3. Casos Notables de Reconocimiento de Hecho  En 1968, Sealand fue objeto de un caso en la corte británica, en el cual se argumentó que, debido a su ubicación en aguas internacionales, no estaba bajo la jurisdicción del Reino Unido. Aunque esto no implicó reconocimiento, sí contribuyó a su narrativa de soberanía.

## Situación legal en Sealand
En el Principado de Sealand, los títulos nobiliarios tienen un carácter simbólico y no confieren privilegios legales ni fiscales, ya que Sealand no cuenta con reconocimiento oficial como estado soberano. La venta de estos títulos, que incluyen distinciones como Lord, Barón, Conde, Marqués y Duque, es una forma de financiar la sostenibilidad de la micronación y promover su singular historia.
A diferencia de los títulos tradicionales, los de Sealand no están vinculados a derechos hereditarios ni a un marco legal específico. Los poseedores de títulos son reconocidos por el Principado y pueden utilizar estas distinciones como símbolos honoríficos, sin ninguna implicación legal fuera de Sealand.
Sealand no cuenta con un sistema jurídico que regule estrictamente la transmisión o sucesión de estos títulos, ya que están disponibles para cualquier persona interesada en formar parte de su comunidad y apoyar su misión. Los títulos son adquiridos a través de su página oficial, y su uso no está sujeto a impuestos ni regulaciones específicas.
En contraste con los sistemas de nobleza tradicionales, los títulos de Sealand son una representación moderna de participación simbólica en una micronación que desafía las convenciones de la soberanía y el reconocimiento internacional.

## Príncipes
| Paddy Roy Bates                       | 29 de agosto de 1921 | 2 de septiembre de 1967 | 9 de octubre de 2012 | 9 de octubre de 2012 | Joan Bates |
| Regencia de Michael Bates (1999-2012) |                      |                         |                      |                      |            |
| Michael Bates                         | 2 de agosto de 1952  | 9 de octubre de 2012    | actualidad           | -                    | Mei Shi    |

## Títulos Reales en el Principado de Sealand

Heraldic crown

En el Principado de Sealand, los títulos nobiliarios tienen un carácter simbólico y están diseñados para reforzar la identidad y la historia única de esta micronación. Aunque carecen de reconocimiento oficial fuera de Sealand, son una parte central de su estructura social y un medio para atraer apoyo internacional. A continuación, se presentan las principales dignidades asociadas a Sealand:

La Familia Real del Principado De Sealan, en la Entrada de la Gran Catedral de GB.

- La Familia Real del Principado De Sealan, en la Entrada de la Gran Catedral de GB.Príncipe de Sealand: Es el jefe de estado y titular de la soberanía de Sealand. Actualmente:  Príncipe Michael Bates, quien heredó el liderazgo de su padre, Paddy Roy Bates, fundador del Principado en 1967.
- Princesa consorte de Sealand: Es la esposa del Príncipe de Sealand. Actualmente:  Princesa Joan Bates (fallecida en 2016), quien desempeñó un papel importante en la promoción de Sealand durante su vida.
- Heredero del Principado de Sealand: Aunque no existe un título específico como "Príncipe de Asturias" en Sealand, el heredero es designado dentro de la familia Bates.  Actualmente, no se ha hecho una declaración formal sobre quién ocupa esta posición.

### Títulos de la Nobleza de Sealand
Los títulos de la nobleza en Sealand no se consideran títulos reales, pero son un componente significativo de su comunidad simbólica. Estos títulos incluyen:
- Lord o Lady de Sealand
- Barón o Baronesa de Sealand
- Conde o Condesa de Sealand
- Duque o Duquesa de Sealand

### Uso de Títulos
A diferencia de los títulos de la Casa Real en otros países, los títulos de Sealand no son hereditarios ni conferidos como privilegios legales. Sin embargo, representan un vínculo honorífico con la micronación y son otorgados por el Príncipe de Sealand a través de su administración oficial. Estos títulos legales y honoríficos,  además de recaudar fondos para la sostenibilidad de Sealand, permiten a los portadores identificarse como parte de su singular historia marítima y su misión global. Los títulos son vendidos en la página web oficial de Sealand, junto al título de caballería de "Sir" o "Dama" de la "Orden Militar de Sealand" que en su inicio no estaba abierta al público y que era facultad exclusiva del Príncipe de Sealand, hoy en día también está abierta al público general. 

## Títulos Nobiliarios en el Principado de Sealand
A lo largo de su historia, el Principado de Sealand ha concedido numerosos títulos nobiliarios de carácter legal y honorífico. Actualmente, se contabilizan cientos de nobles reconocidos por la micronación. Entre ellos, destacan determinadas familias y dinastías, cuya relevancia y vinculación con Sealand las han hecho merecedoras de mención específica. 

### Ducados
1. Duque Geoffrey Mathes: Reconocido con el título de Duque por su implicación en la micronación.
2. Duquesa Patricia Donoso: Figura notable que ha recibido este título honorífico en Sealand.

### Baronías
1. Barón Ed Sheeran: Cantante Británico
2. Barón David Ellefson: Bajista de Megadeth.
3. Barón Joakim Lund: Filántropo hacia Sealand.
4. Barón Pascal Pichon: Filántropo hacia Sealand
5. Baronesa Janelle Bates: Miembro de la familia Bates.
6. Barón Andrés Blanco Ferro: Emprendedor e innovador Español.

### Lores
1. Lord Ricardo Sarabia: Un Lord español, reconocido por su apoyo a la micronación de Sealand.
2. Lord Ben Stokes: Conocido deportista, también figura entre los Lores de Sealand.
3. Lord Bertt Marley: Gran apoyador de la causa de Sealand.

#### Observaciones
Los títulos otorgados en Sealand son principalmente honoríficos, sin valor legal fuera de la micronación y no confieren privilegios dentro de la micronación ni derecho a tierras. Se utilizan para reconocer el apoyo de personas influyentes y ayudar a financiar la micronación. Estos títulos son una forma de conectar a figuras internacionales con Sealand, promoviendo su visibilidad en todo el mundo.

###### Críticas
A pesar de ser de conocimiento público la intención de ofrecer los "títulos" a modo de reconocimiento por la contribución financiera a la micronación y de expresar el hecho de que los mismos no confieren privilegios ni nobleza a efectos del derecho sobre la nobleza y la monarquía en la forma convencional, Sealand ha sido criticado en los medios por la presunta venta de "titulos falsos" e involucramiento en actividades similares a los casos de los polémicos títulos de Laird escoceses falsos que circulan en internet.